# Baban Kori (Sabon-Machi)
Baban Kori (auch: Babamkori, Banban Kori) ist ein Dorf in der Landgemeinde Sabon-Machi in Niger.

## Geographie
Das von einem traditionellen Ortsvorsteher (chef traditionnel) geleitete Dorf liegt am linken Ufer des Trockentals Goulbin Kaba. Es befindet sich rund fünf Kilometer nördlich des Hauptorts Sabon-Machi der gleichnamigen Landgemeinde, die zum Departement Dakoro in der Region Maradi gehört.
Es herrscht das Klima der Sahelzone vor, mit einer durchschnittlichen jährlichen Niederschlagsmenge zwischen 300 und 400 mm.

## Bevölkerung
Bei der Volkszählung 2012 hatte Baban Kori 1031 Einwohner, die in 128 Haushalten lebten. Bei der Volkszählung 2001 betrug die Einwohnerzahl 662 in 88 Haushalten und bei der Volkszählung 1988 belief sich die Einwohnerzahl auf 650 in 78 Haushalten.
Die Zone entlang des Trockentals gehört zu den am dichtesten besiedelten und zugleich zu den ärmsten Nigers, mit erhöhter Unterernährung.

## Wirtschaft und Infrastruktur

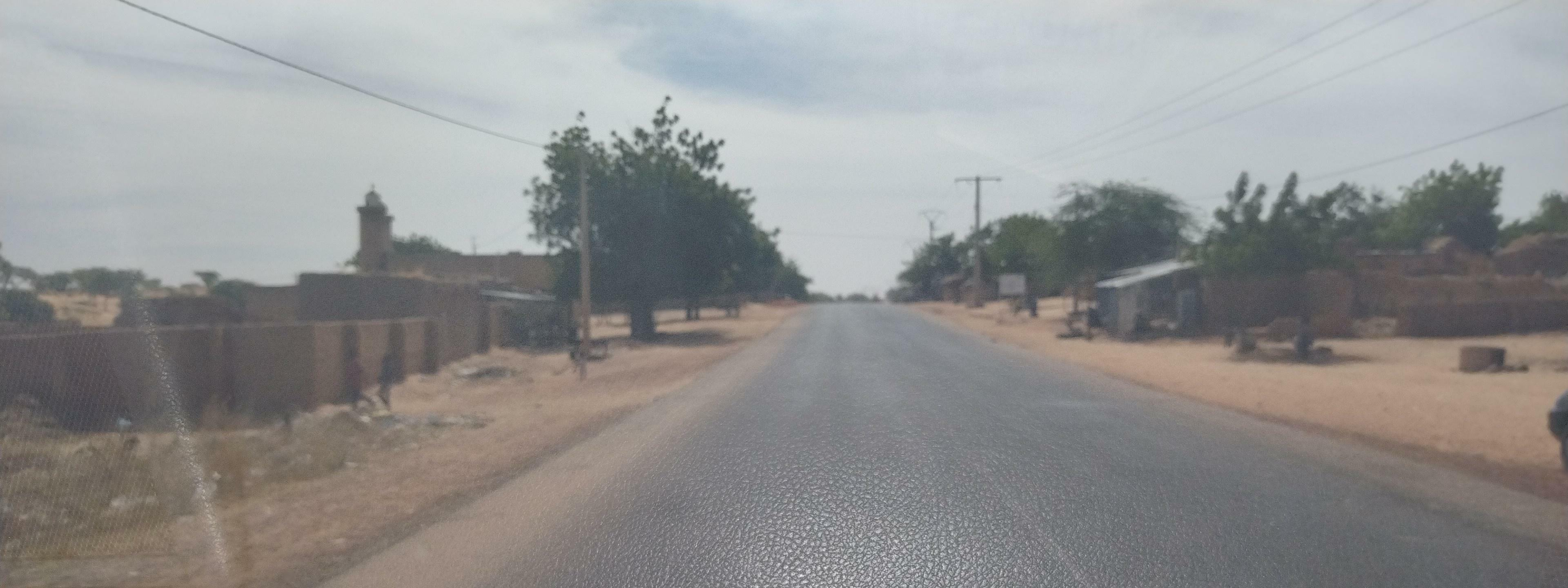
Nationalstraße 30 in Baban Kori

Es gibt eine Schule im Dorf. Babon Kori liegt im weitläufigen Weideland zwischen den Trockentälern Goulbin Kaba und Goulbi de Maradi, das traditionellerweise in der Trockenzeit von nomadischen Fulbe- und Wodaabe-Viehzüchtern aufgesucht wird. Entlang des Goulbin Kaba wird Ackerbau betrieben. Angebaut werden unter anderem Erdnüsse, Sesam und Erdmandeln. Die Erzeugnisse sind vor allem für den Weiterverkauf bestimmt. Durch Baban Kori verläuft die 231,5 Kilometer lange Nationalstraße 30 zwischen Kadata und Abalak.